# Mundo Animado
Mundo Animado foi um programa infantil de televisão brasileiro exibido e produzido pela Rede Bandeirantes.

## História
O programa estreou em 5 de novembro de 2018 sob o título Verão Animado, como um atrativo para as manhãs de férias de verão, substituindo o já extinto programa Superpoderosas, a princípio tendo como atrações os animes B-Daman Crossfire, Beyblade Burst e Super Onze.
Em 1 de janeiro de 2019, o programa estreou as animações Doraemon, Rob, o Robô e Pac-Man e as Aventuras Fantasmagóricas. 
Em fevereiro do mesmo ano, com o fim do horário de verão, o bloco mudou seu nome para Mundo Animado, porém no mesmo ano teve sua transmissão reduzida apenas aos finais de semana até deixar a programação por um tempo.
Em dezembro de mesmo ano, o bloco volta ao ar e volta a usar o nome Verão Animado, agora aos domingos de manhã e com os desenhos nacionais O Diário de Mika e Tainá e os Guardiões da Amazônia.
Em  fevereiro de 2020, com a volta do futebol no horário, o bloco teve o tempo reduzido e com exibição apenas para São Paulo e outras regiões com emissoras da Band sem programação local.
No dia 22 de março de 2020, durante o período da pandemia do COVID-19 que causou a suspensão da Copa do Brasil de Futebol Sub-20, o bloco sofre mudanças: os desenhos que estavam sendo exibidos passam para o Band Kids que estava retornando à grade da emissora, e o Mundo Animado ganha destaque com a estreia de Tokusatsus clássicos como Jaspion, Jiraiya e Changeman. 

## Atrações anteriores
- B-Daman Crossfire
- Beyblade Burst
- Super Onze
- Rob, o Robô
- Pac-Man e as Aventuras Fantasmagóricas
- O Diário de Mika
- Tainá e os Guardiões da Amazônia
- Esquadrão Relâmpago Changerman
- Jiraiya, o Incrível Ninja
- O Fantástico Jaspion
- Black Kamen Rider
- Doraemon